# باهاما (کارولینای شمالی)
باهاما (به انگلیسی: Bahama) یک منطقهٔ مسکونی در ایالات متحده آمریکا است که در شهرستان دورهام، کارولینای شمالی واقع شده‌است.